# Rēš
Pour les articles homonymes, voir Res.
Cette page contient des caractères spéciaux ou non latins. S’ils s’affichent mal (▯, ?, etc.), consultez la page d’aide Unicode.
Rēš (ܪ) est la 20e lettre de l'alphabet syriaque.
Son caractère Unicode est 072A.